# CAM-Schiff

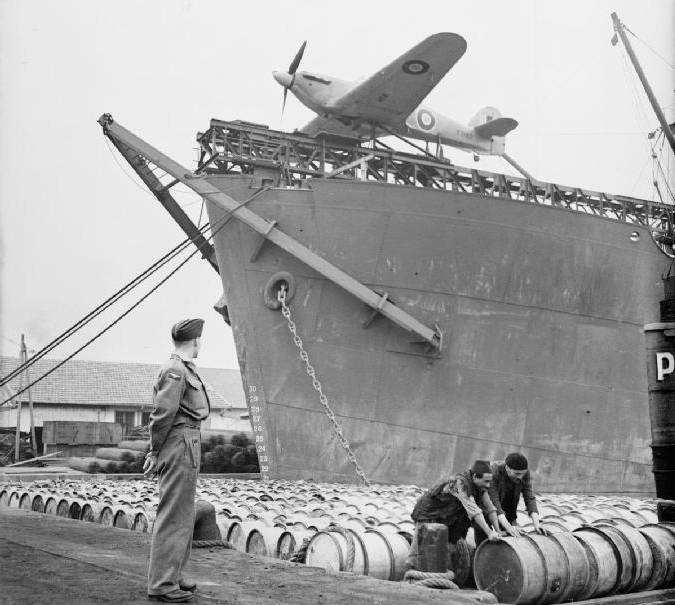
Hawker Sea Hurricane auf dem Katapult auf dem Bug eines CAM-Schiffs

CAM-Schiffe (englisch: CAM ship = „Catapult Aircraft Merchantman“ – zu deutsch etwa: „Katapult-Flugzeug-Handelsschiff“) waren modifizierte britische Handelsschiffe aus dem Zweiten Weltkrieg, die mit einem Jagdflugzeug auf einem Katapult ausgestattet waren, das bei Gefahr eines Luftangriffs gestartet werden konnte. CAM-Schiffe fuhren wegen des Mangels an Geleitflugzeugträgern zur Luftverteidigung in Konvois mit, transportierten jedoch auch selbst regulär Fracht. Sie waren nur von August 1941 bis Mai 1943 als einigermaßen erfolgreiche Notlösung im Einsatz. Von den 35 umgerüsteten Schiffen wurden 12 durch Feindeinwirkung versenkt. Auf deutscher Seite gab es ähnliche Schiffe, so genannte Katapultschiffe und Schleuderschiffe, die allerdings zum Starten und Versorgen von Fernaufklärern und Seenotrettungsfliegern und nicht von Jagdflugzeugen dienten.

## Geschichte

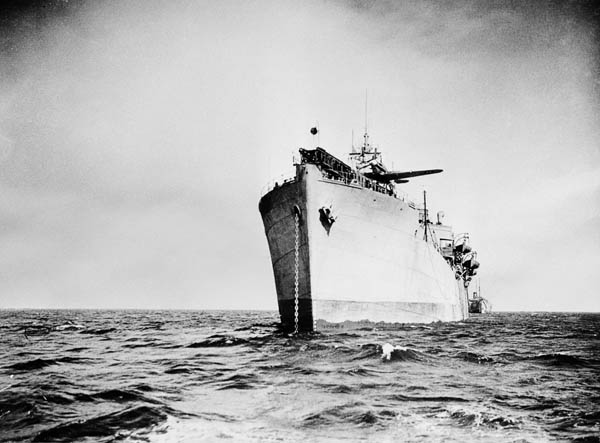
Das CAM-Schiff Empire Tide nahm an 50 Geleitzügen teil.

Die Bezeichnung CAM war ein Akronym für „Catapult Aircraft Merchantman“, zu deutsch etwa „Katapult-Flugzeug-Handelsschiff“. Ein CAM-Schiff war ein umgerüstetes britisches Handelsschiff, das mit einem raketengetriebenen Katapult – meist auf dem vorderen Deck – ausgestattet war, um damit im Falle eines gegnerischen Luftangriffs auf offener See ein einzelnes Marine-Jagdflugzeug vom Typ Hawker Sea Hurricane – in dieser Ausführung auch „Hurricat“ oder „Catafighter“ genannt – zum Schutz des Geleitzugs starten zu können. Diese Schiffe fuhren wegen des Mangels an Geleitflugzeugträgern nach Umrüstung ab Sommer 1941 zur Luftverteidigung in Konvois mit, wobei sie daneben allesamt weiterhin regulär Fracht beförderten.
Das mitgeführte Jagdflugzeug war dabei mangels Landemöglichkeit ein Verlustgerät, da es nicht wieder auf dem Handelsschiff landen konnte bzw. kein Wasserflugzeug war, das nach dem Einsatz wieder an Bord geholt und wiederverwendet hätte werden können. Der Pilot musste daher nach dem Flug bzw. dem Verbrauchen des Kraftstoffs entweder mit dem Fallschirm abspringen oder mit der Maschine wassern (um anschließend selbst aus dem Wasser gefischt zu werden), während die Sea Hurricane danach im Meer versank. Daher empfahl es sich, die mitgeführten Flugzeuge mit Bedacht einzusetzen bzw. sie nur bei akuter Gefahr zu starten.
Aufgrund der Einsätze über dem offenen Meer und dem begrenzten Kraftstoffvorrat der spezialisierten Bordflugzeuge war die Landung auf weit entfernten Landbasen meist keine Alternative bzw. ohnehin fast immer unrealistisch.

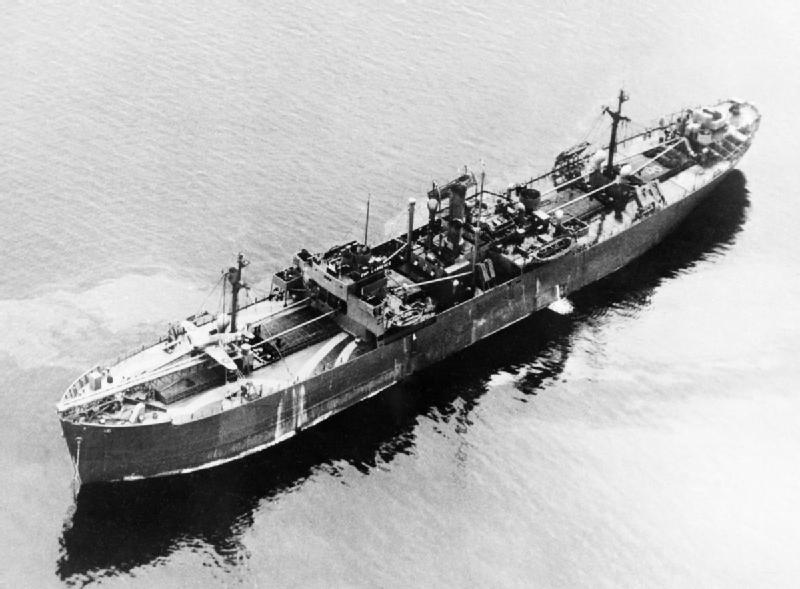
Das CAM-Schiff Empire Lawrence wurde von Flugzeugen des Kampfgeschwaders 30 beim Angriff auf den Geleitzug PQ 16 versenkt.

Der Hauptzweck der CAM-Schiffe war, während der Atlantikschlacht als Bedrohung bzw. Antwort auf die von der deutschen Luftwaffe geflogenen Focke-Wulf Fw 200 Condor-Langstrecken-Aufklärungsflugzeuge zu fungieren, welche die Geleitzüge beschatteten und ihre Position per Funk an U-Boote oder andere Fliegerkräfte weitermeldeten – nicht selten aber auch selbst mit Bomben bzw. Bordwaffen angriffen. CAM-Schiffe kamen vorwiegend auf Geleitzug-Routen im Nordatlantik zum Einsatz, etwas später aber auch im Mittelmeer auf der Gibraltar-Strecke sowie im Nordpolarmeer bzw. in arktischen Gewässern gegen Nordmeergeleitzüge.
Insgesamt wurden 35 Handelsschiffe zu CAM ships umgerüstet, angefangen von der Michael E. Ein Teil der Schiffe wurde von zivilen Reedereien requiriert, andere wurden von der britischen Admiralität als Empire-Schiffe in Auftrag gegeben. Dennoch müssen sie aufgrund ihres Einsatzcharakters als Militärschiffe angesehen werden und sie wurden auch als solche geführt. Die CAM-Schiffe hatten – obwohl sie ihre Jagdflugzeuge nur selten starteten – eine gewisse Abschreckwirkung auf Angreifer, wenn auch keine mit einem MAC-Schiff oder gar vollwertigen Flugzeugträger vergleichbare.
Die ersten vier dieser Schiffe wurden in den Dienst der Royal Navy genommen als „Hilfs-Jagdflugzeug-Katapultschiffe“ (Auxiliary Fighter Catapult Ships). Später umgerüstete Einheiten waren mit regulären Besatzungen der Handelsmarine besetzt. Die Flugzeuge wurden von Piloten der speziell gebildeten Handelsschiff-Jagdeinheit (Merchant Ship Fighter Unit) geflogen, die auf dem Flugplatz RAF Speke bei Liverpool stationiert war.
Am Ende einer jeder Reise wurden die Piloten mit ihren Maschinen in die Luft katapultiert, um auf einem nahen Flugplatz zu landen und in Übung zu bleiben. In den zwei Einsatzjahren wurden insgesamt nur neun Katapultstarts zu Kampfeinsätzen durchgeführt, wobei acht feindliche Flugzeuge bei dem Verlust eines RAF-Piloten abgeschossen wurden und acht eigene Flugzeuge verloren gingen. Von den insgesamt 35 eingesetzten CAM-Schiffen wurden 12 durch Feindeinwirkung versenkt, meist durch Fliegerbomben und/oder U-Boot-Angriffe.
Die CAM-Schiffe waren lediglich eine am Ende einigermaßen erfolgreiche Notlösung in den frühen Kriegsjahren Großbritanniens, sie wurden ab dem Spätjahr 1942 von neuen und wesentlich kampfstärkeren Geleitflugzeugträgern ersetzt.